# Mezistátní utkání české hokejové reprezentace v sezóně 1997/1998
Mezistátních utkání české hokejové reprezentace v sezóně 1997/1998 bylo celkem 34 s celkovou bilancí 22 vítězství, 5 remíz a 7 porážek. Nejprve odehrála reprezentace 3 zápasy na Pragobanka Cupu 1997, následovaly 3 zápasy na Karjala Cupu 1997, pak 2 přátelské zápasy a 4 zápasy na Baltika Cupu 1997. 6 zápasů odehrála reprezentace na Zimních olympijských hrách 1998. Po 2 přátelských zápasech s Finskem následovaly 4 zápasy na Švédských hokejových hrách 1998, přátelský zápas s Kanadou a 9 zápasů na Mistrovství světa 1998.

## Přehled mezistátních zápasů
| Pořadí | Datum        |       | Výsledek                           | Soupeř     | Soutěž                          | Místo utkání |
| ------ | ------------ | ----- | ---------------------------------- | ---------- | ------------------------------- | ------------ |
| 1300.  | 28. 8. 1997  | Česko | 5 : 0 (3:0, 2:0, 0:0)              | Rusko      | Pragobanka Cup 1997             | Zlín         |
| 1301.  | 30. 8. 1997  | Česko | 5 : 2 (2:0, 2:2, 1:0)              | Švédsko    | Pragobanka Cup 1997             | Zlín         |
| 1302.  | 31. 8. 1997  | Česko | 6 : 3 (2:1, 3:1, 1:1)              | Finsko     | Pragobanka Cup 1997             | Zlín         |
| 1303.  | 6. 11. 1997  | Česko | 0 : 1 (0:1, 0:0, 0:0)              | Švédsko    | Karjala Cup 1997                | Helsinki     |
| 1304.  | 8. 11. 1997  | Česko | 5 : 2 (3:1, 1:1, 1:0)              | Finsko     | Karjala Cup 1997                | Helsinki     |
| 1305.  | 9. 11. 1997  | Česko | 0 : 1 (0:0, 0:0, 0:1)              | Rusko      | Karjala Cup 1997                | Helsinki     |
| 1306.  | 11. 12. 1997 | Česko | 6 : 2 (2:1, 3:0, 1:1)              | Kanada     | přátelsky                       | Plzeň        |
| 1307.  | 12. 12. 1997 | Česko | 4 : 4 (1:2, 1:1, 2:1)              | Kanada     | přátelsky                       | Pardubice    |
| 1308.  | 17. 12. 1997 | Česko | 4 : 4 (2:0, 1:2, 1:2)              | Finsko     | Baltika Cup 1997                | Moskva       |
| 1309.  | 18. 12. 1997 | Česko | 6 : 6 (4:3, 1:3, 1:0)              | Švédsko    | Baltika Cup 1997                | Moskva       |
| 1310.  | 20. 12. 1997 | Česko | 7 : 1 (0:0, 7:1, 0:0)              | Rusko      | Baltika Cup 1997                | Moskva       |
| 1311.  | 21. 12. 1997 | Česko | 1 : 0 (1:0, 0:0, 0:0)              | Rusko      | Baltika Cup 1997                | Moskva       |
| 1312.  | 13. 2. 1998  | Česko | 3 : 0 (0:0, 1:0, 2:0)              | Finsko     | Zimní olympijské hry 1998 (ZS)  | Nagano       |
| 1313.  | 15. 2. 1998  | Česko | 8 : 2 (1:0, 3:2, 4:0)              | Kazachstán | Zimní olympijské hry 1998 (ZS)  | Nagano       |
| 1314.  | 16. 2. 1998  | Česko | 1 : 2 (0:0, 1:0, 0:2)              | Rusko      | Zimní olympijské hry 1998 (ZS)  | Nagano       |
| 1315.  | 18. 2. 1998  | Česko | 4 : 1 (0:1, 3:0, 1:0)              | USA        | Zimní olympijské hry 1998 (ČTF) | Nagano       |
| 1316.  | 20. 2. 1998  | Česko | 2 : 1sn (0:0, 0:0, 1:1 - 0:0, 1:0) | Kanada     | Zimní olympijské hry 1998 (SMF) | Nagano       |
| 1317.  | 22. 2. 1998  | Česko | 1 : 0 (0:0, 0:0, 1:0)              | Rusko      | Zimní olympijské hry 1998 (FIN) | Nagano       |
| 1318.  | 17. 4. 1998  | Česko | 2 : 3 (0:0, 2:1, 0:2)              | Finsko     | přátelsky                       | Tampere      |
| 1319.  | 19. 4. 1998  | Česko | 3 : 6 (1:2, 2:2, 0:2)              | Finsko     | přátelsky                       | Helsinki     |
| 1320.  | 21. 4. 1998  | Česko | 3 : 2 (1:0, 2:2, 0:0)              | Finsko     | Švédské hokejové hry 1998       | Stockholm    |
| 1321.  | 22. 4. 1998  | Česko | 3 : 2 (1:0, 0:1, 2:1)              | Kanada     | Švédské hokejové hry 1998       | Stockholm    |
| 1322.  | 24. 4. 1998  | Česko | 4 : 3 (1:1, 2:0, 1:2)              | Rusko      | Švédské hokejové hry 1998       | Stockholm    |
| 1323.  | 25. 4. 1998  | Česko | 2 : 4 (1:2, 0:0, 1:2)              | Švédsko    | Švédské hokejové hry 1998       | Stockholm    |
| 1324.  | 28. 4. 1998  | Česko | 3 : 1 (1:1, 1:0, 1:0)              | Kanada     | přátelsky                       | Litvínov     |
| 1325.  | 1. 5. 1998   | Česko | 8 : 2 (2:0, 3:0, 3:2)              | Japonsko   | Mistrovství světa 1998 (ZS)     | Basilej      |
| 1326.  | 3. 5. 1998   | Česko | 4 : 2 (1:0, 1:1, 2:1)              | Bělorusko  | Mistrovství světa 1998 (ZS)     | Basilej      |
| 1327.  | 5. 5. 1998   | Česko | 8 : 1 (2:0, 3:1, 3:0)              | Německo    | Mistrovství světa 1998 (ZS)     | Basilej      |
| 1328.  | 7. 5. 1998   | Česko | 1 : 0 (1:0, 0:0, 0:0)              | Slovensko  | Mistrovství světa 1998 (ČTF)    | Basilej      |
| 1329.  | 9. 5. 1998   | Česko | 3 : 1 (1:0, 2:1, 0:0)              | Švýcarsko  | Mistrovství světa 1998 (ČTF)    | Basilej      |
| 1330.  | 10. 5. 1998  | Česko | 2 : 2 (0:0, 2:1, 0:1)              | Rusko      | Mistrovství světa 1998 (ČTF)    | Basilej      |
| 1331.  | 12. 5. 1998  | Česko | 1 : 4 (1:1, 0:1, 0:2)              | Finsko     | Mistrovství světa 1998 (SMF)    | Curych       |
| 1332.  | 14. 5. 1998  | Česko | 2 : 2 (0:0, 1:0, 1:2)              | Finsko     | Mistrovství světa 1998 (SMF)    | Curych       |
| 1333.  | 15. 5. 1998  | Česko | 4 : 0 (0:0, 3:0, 1:0)              | Švýcarsko  | Mistrovství světa 1998 (O3M)    | Curych       |

## Bilance sezóny 1997/98
| Soupeř     | Zápasy | Výhry | Remízy | Prohry | Skóre  |
| ---------- | ------ | ----- | ------ | ------ | ------ |
| Bělorusko  | 1      | 1     | 0      | 0      | 4:2    |
| Finsko     | 9      | 4     | 2      | 3      | 29:26  |
| Japonsko   | 1      | 1     | 0      | 0      | 8:2    |
| Kanada     | 5      | 4     | 1      | 0      | 18:10  |
| Kazachstán | 1      | 1     | 0      | 0      | 8:2    |
| Německo    | 1      | 1     | 0      | 0      | 8:1    |
| Rusko      | 8      | 5     | 1      | 2      | 21:9   |
| Slovensko  | 1      | 1     | 0      | 0      | 1:0    |
| Švédsko    | 4      | 1     | 1      | 2      | 13:13  |
| Švýcarsko  | 2      | 2     | 0      | 0      | 7:1    |
| USA        | 1      | 1     | 0      | 0      | 4:1    |
| Celkem     | 34     | 22    | 5      | 7      | 122:67 |

## Přátelské mezistátní zápasy
Česko -  Kanada	6:2 (2:1, 3:0, 1:1)
11. prosince 1997 - Plzeň

Branky Česka: 1. Viktor Ujčík, 6. Jiří Vykoukal, 29. Ivo Prorok, 35. Milan Hejduk, 36. Luděk Krayzel, 59. David Moravec

Branky Kanady: 16. C. MacDonald, 44. Herperger.

Rozhodčí: Andersson (SWE) – Brázdil, Halas (CZE)

Vyloučení: 7:11 (2:0)

Diváků: 7 000
Česko: Dušan Salfický – Petr Kadlec, Jiří Veber, Jiří Vykoukal, František Kučera, Martin Štěpánek, Vítězslav Škuta, Milan Nedoma, Robert Kántor – Viktor Ujčík, Vladimír Růžička, Ivo Prorok – Jiří Zelenka, Jan Hlaváč, Milan Hejduk – Petr Ton, Roman Šimíček, Luděk Krayzel – David Moravec, Jan Alinč, Tomáš Vlasák.
Kanada: Roussel – S. Johnson, Perry, Schoneck, Bolibruck, Elick, Peddle, Marble – J. MacDonald, Herpeger, Bowen – R. Stevens, Chartrand, Selmser – Szysky, C. MacDonald, T. Gallant – Beaudoin, Conacher, Royer.

 Česko -  Kanada	4:4 (1:2, 1:1, 2:1)
12. prosince 1997 - Pardubice

Branky Česka: 6. Tomáš Vlasák, 34. Viktor Ujčík, 41. David Moravec, 55. Tomáš Vlasák

Branky Kanady: 15. Elick, 19. a 26. Herpeger, 57. Stevens.

Rozhodčí: Andersson (SWE) – Barvíř, Blümel (CZE)

Vyloučení: 6:13 (2:1, 0:1)

Diváků: 9 160
Česko: Martin Prusek – Petr Kadlec, Jiří Veber, Jiří Vykoukal, Ladislav Benýšek, Martin Štěpánek, Vítězslav Škuta, Milan Nedoma, Robert Kántor – Ondřej Kratěna, Viktor Ujčík, Ivo Prorok – Jiří Zelenka, Jan Hlaváč, Milan Hejduk – Petr Ton, Roman Šimíček, Luděk Krayzel – David Moravec, Jan Alinč, Tomáš Vlasák.
Kanada: Bronsard – S. Johnson, Perry, Schoneck, Bolibruck, Elick, Peddle – J. MacDonald, Herperger, Chartrand – Szysky, C. MacDonald, T. Galland – Beaudoin, R. Stevens, Royer – Selmser, Conacher, Bowen.

 Česko -  Finsko	2:3 (0:0, 2:1, 0:2)
17. dubna 1998 - Tampere

Branky Česka: 29. Jaroslav Bednář, 39. David Moravec

Branky Finska: 28. Jääskeläinen, 41. Peltonen, 48. Eloranta.

Rozhodčí: Andersson (SWE) – Bruun, Peltonen (FIN)

Vyloučení: 5:3

Diváků: 3 954
Česko: Milan Hnilička – Martin Štěpánek, František Kaberle, Jiří Vykoukal, Václav Burda, Aleš Píša, Robert Kántor – Roman Kaděra, Jan Alinč, Ivo Prorok – Jiří Zelenka, David Moravec, Jan Hlaváč – Jaroslav Bednář, David Výborný, Marián Kacíř – Milan Hejduk, Tomáš Vlasák, Roman Meluzín.
Finsko: Myllys – Timonen, Strömberg, Kiprusoff, Linna, Lydman, Niemi, Karalahti, Ahola – Eloranta, Helminen, Peltonen – Törmänen, Lius, Ikonen – Alatalo, Jarkko Ruutu, Mäkiaho – Riihijärvi, Kallio, Jääskeläinen.

 Česko -  Finsko	3:6 (1:2, 2:2, 0:2)
19. dubna 1998 - Helsinky

Branky Česka: 14. Jan Hlaváč, 24. Marián Kacíř, 32. Jan Hlaváč

Branky Finska: 2. Jarkko Ruutu, 16. Mäkiaho, 27. Rintanen, 30. Jokinen, 45. Ikonen, 51. Mäkiaho.

Rozhodčí: Andersson (SWE) – Bruun, Holmström (FIN)

Vyloučení: 6:6 (1:2)

Diváků: 4 209
Česko: Martin Prusek – Jiří Vykoukal, František Kučera, Martin Štěpánek, Václav Burda, Libor Procházka, František Kaberle, Aleš Píša, Robert Kántor – Jaroslav Bednář, David Výborný, Marián Kacíř – Milan Hejduk, Tomáš Vlasák, Roman Meluzín – Jiří Zelenka, David Moravec, Jan Hlaváč – Roman Kaděra, Jan Alinč, Ivo Prorok.
Finsko: Toskala – Ahola, Karalahti, Kiprusoff, Linna, Lydman, Niemi, Strömberg, Timonen – Alatalo, Ikonen, Jääskeläinen – Jokinen, Kallio, Lius – Mäkiaho, Riihijärvi, Rintanen – Jarkko Ruutu, Tuomainen, Törmänen.

 Česko -  Kanada	3:1 (1:1, 1:0, 1:0)
28. dubna 1998 - Litvínov

Branky Česka: 2. Milan Hejduk, 30. Jiří Dopita, 60. Pavel Patera

Branky Finska: 6. Bowen.

Rozhodčí: Rejthar – Český, Halas (CZE)

Vyloučení: 2:7 (1:0)

Diváků: 7 000 diváků
Česko: Roman Čechmánek – Libor Procházka, František Kaberle, Robert Kántor, Jiří Veber, Jiří Vykoukal, František Kučera, Václav Burda – Milan Hejduk, Pavel Patera, Martin Procházka – David Moravec Jiří Dopita, Radek Bělohlav – Josef Beránek, Robert Reichel, Ladislav Lubina – Marián Kacíř, David Výborný, Jan Hlaváč.
Kanada: Potvin (31. Hackett) – G. Murphy, Jovanovski, Patrick, McCabe, Cross, Elick, Perry – Bertuzzi, Rucchin, Zamuner – Daze, Green, Whitney – Chartrand, Harperger, Gelinas – Bowen, C. MacDonald, T. Galland – R. Stevens.